# Shasta costa
Els shasta costa (també coneguts com a chasta costa, shastacosta, chastacosta, shastao-skoton, shista-kkhwusta o shistakwasta) són una tribu d'amerindis dels Estats Units del sud-oest d'Oregon, que originàriament vivien al riu Rogue i els seus tributaris, o, més precisament, al "baix riu Illinois i el riu Rogue entre l'actual Agness i Foster Bar." Eren classificats com a indis del riu Rogue amb el propòsit de negociar tractats. Una de les seves viles, Tlegetlinten, era vora Agness, i eventualment era "ocupada per colons euroamericans."
Els shasta costa foren "remoguts de llurs viles" pels minaires en la dècada de 1850.

Pel gener de 1856, dos miners van ser assassinats prop de la confluència dels rius Illinois i Rogue. Mai es va saber si els miners van ser assassinats pels indis que vivien a la zona o si van ser assassinats per altres miners a la zona. L'exèrcit va enviar als tinents John Chandler i John Drysdale amb disset homes a la confluència dels rius Illinois i Rogue per persuadir els "Shis-ta-koos-tee" ... banda a abandonar llur assentament i moure's cap a la costa per evitar nous enfrontaments entre els miners i els indígenes. Segons Beckham, "Quan els joves tinents no van ser capaços d'induir les bandes pacífiques a sortir de les cases de taulons per a viure incertament prop dels assentaments blancs, les tropes es van replegar a les ciutats a la desembocadura del riu Rogue."

Més tard aquell mateix hivern un grup d'indis es va rendir després d'una batalla al Big Bend del Rogue, i pel juny membres de la tribu foren enviats a la reserva Siletz o reserva índia de Grand Ronde.
Els descendents dels shasta costa ara formen part de les Tribus Confederades d'Indis Siletz.